# Melinda Schwegmann
Melinda B. Schwegmann (* 25. Oktober 1946 in Austin, Texas) ist eine US-amerikanische Politikerin. Zwischen 1992 und 1996 war sie Vizegouverneurin des Bundesstaates Louisiana.

## Werdegang
Melinda Schwegmann arbeitete zunächst als Lehrerin und in der Immobilienbranche. Sie studierte an der Louisiana State University in Baton Rouge und an der University of New Orleans. Politisch schloss sie sich zunächst der Demokratischen Partei an. Sie war Vorsitzende einer Organisation zum Tierschutz (Society for the Prevention of Cruelty to Animals). Außerdem war sie Vorstandsmitglied der Schwegmann Giant Supermarket Chain, einer Supermarktkette der Familie ihres Mannes.
1991 wurde Schwegmann an der Seite von Edwin Edwards zur Vizegouverneurin von Louisiana gewählt. Dieses Amt bekleidete sie zwischen 1992 und 1996. Dabei war sie Stellvertreterin des Gouverneurs. In dieser Zeit war sie vor allem für die Fachgebiete Kultur und Tourismus zuständig. Im Jahr 1995 kandidierte sie erfolglos für das Amt des Gouverneurs. Anschließend wurde sie in das Repräsentantenhaus von Louisiana gewählt, wo sie von 1997 bis 2004 verblieb. Sie setzte sich in dieser Zeit für mehr Rechte für Homosexuelle ein. 2003 wechselte sie zu den Republikanern. Im selben Jahr strebte sie erfolglos eine Rückkehr in das Amt der Vizegouverneurin an. Melinda Schwegmann ist verheiratet und Mutter von drei Kindern.